# Mohammed Noor
Mohammed Bin Mohammed Noor Adam Hawsawi (Arabisch: محمد نور هوساوي) (Mekka, 26 februari 1978) is een Saoedisch voormalig voetballer die bij voorkeur als offensieve middenvelder speelde. Noor won diverse internationale club- en landcompetities met Al-Ittihad en het Saoedisch nationaal elftal.

## Clubcarrière
Noor speelde tussen 1996 en 2013 355 competitiewedstrijden in de Saudi Premier League voor Al-Ittihad. Op 15 april 2013 trok hij naar reeksgenoot Al-Nassr. In 2014 keerde hij terug bij Al-Ittihad waar hij medio 2016 zijn loopbaan beëindigde.

## Interlandcarrière
Noor debuteerde voor Saoedi-Arabië op de FIFA Confederations Cup 1999 in Mexico tegen Spanje. Op het Aziatisch kampioenschap voetbal 2000 werd hij tweede met zijn land. Hij was met Saudi-Arabië actief op het WK 2002 in Japan en Zuid-Korea.

## Erelijst
Al-Ittihad
- AFC Champions League (2): 2004, 2005
- Asian Cup Winners Cup (1): 1999
- Saudi Professional League (7): 1997, 1999, 2000, 2001, 2003, 2007, 2009
- Saudi Crown Prince Cup (3): 1997, 2001, 2004
- Prince Faisal Bin Fahd Cup (2): 1997, 1999
- Arab Champions League (1): 2005
- Gulf Club Champions Cup (1): 1999
- Saudi-Egyptian Super Cup (2): 2001, 2003
- King Cup of Champions (1): 2010

 Al-Nassr
- Saudi Crown Prince Cup (1): 2014
- Saudi Professional League (1): 2014

 Saoedi-Arabië
- Arab Nations Cup (1): 2002
- Arabian Gulf Cup (1): 2003/04

Individueel
- Arabisch Voetballer van het Jaar: 2003
- Arab Nations Cup – Meest Waardevolle Speler: 2002
- Beste Speler – Saudi Premier League: 2009
- Arabisch Speler van het Decennium (MBC-groeppoll): 2000–2010
- Aziatisch voetballer van het jaar – genomineerd in 2009
- Beste Speler in Saoedi-Arabië: 2010
- AFC Champions League – Meest Waardevolle Speler: 2005